# 感情表出
感情表出（かんじょうひょうしゅつ、Expressed emotion:EE）は、精神科クライアントの家族が、クライアントについて自然にどのように話すかに基づいた家庭環境の尺度である。

## 解説
具体的には、家族環境の3〜5つの側面を測定する。重要なのは、批判的な発言（critical comments）、敵意（hostility）、過度の情緒的巻き込まれ（emotional over-involvement）である。肯定性や暖かさは、EEの低い環境の指標。精神医学的な感情表出の尺度は、対人関係における感情の伝達という一般的な概念や、家族の感情表現力として知られる別の心理学的尺度とは異なる。
家庭内のEEのレベルが高い（high EE）と、統合失調症や社会不安障害などの精神疾患を有するクライアントの予後が悪化する可能性が高まり、精神疾患の発症の危険因子となる。クライアントの家族の感情表出のレベルが高いことは、統合失調症、摂食障害、気分障害の再発の強い予測因子。また、うつ病、双極性障害、認知症、糖尿病が進行する因子としても研究されている。治療には、高EEの家族、介助者との接触を減らすこと、高EEの行動を減らすことができるように家族、介助者を教育し支援することなどがある。
EEの高い環境が、悪い結果を生み出す原因を説明するために、次のようなメカニズムがある。
- 批判的なコメントでは、特定の行動が精神疾患の症状ではなく、怠惰や自己中心性であると誤解されることがある。
- 過保護は、クライアントの自立心や、精神衛生上の問題解決をするための自身のスキルを活用する能力を損なう。
- EEの高い行動は、心理的ストレスの原因となり、精神疾患を悪化させる（素因ストレスモデル）。

EEが高いか低いかは、キャンバーウェル家族評価尺度（CFI）と呼ばれる録音されたインタビューを通じて判定される。質問への回答と非言語的な行動は、強い感情を表現しているかどうかを判断するために使用される。クライアントの視点から測定される別の評価方法がある。これはクライアント自身とその疾患について、家族がどのように感じていると思うかという、クライアントの認識を評価する。感情表出を測る別の方法として、5分間スピーチサンプル（FMSS）がある。これは、家族にクライアントについて5分間話すように依頼する方法。この評価方法は、多くの訓練を必要とするが、CFIよりも短時間で実施できる。

## 関連文献
- Vaughn, Christine; Leff, Julian P. (1985). Expressed emotion in families: its significance for mental illness. New York: Guilford Press. ISBN 0-89862-058-9
- Hooley JM (2007). “Expressed emotion and relapse of psychopathology”. Annu Rev Clin Psychol 3:  329–52. doi:10.1146/annurev.clinpsy.2.022305.095236. PMID 17716059.